# 加利西亞猶太會堂

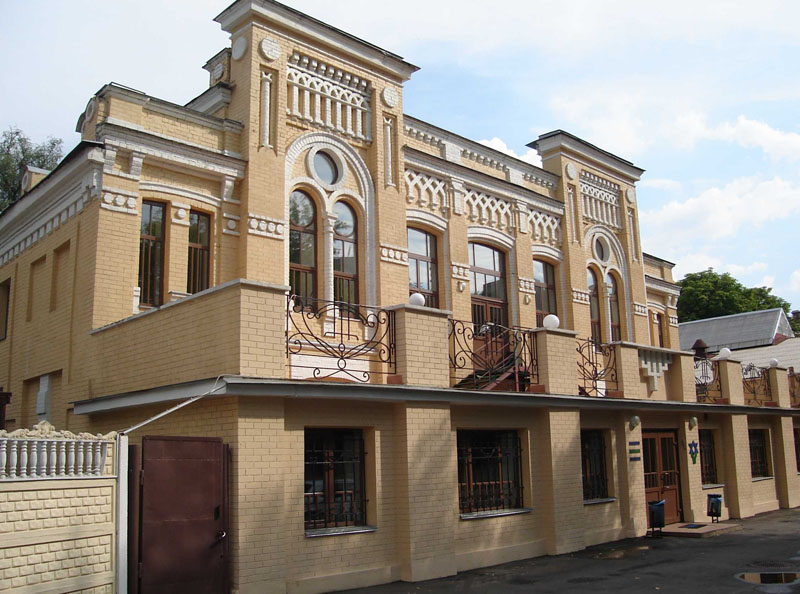

加利西亞猶太會堂（羅馬化：Halytska synahoha）是烏克蘭首都基輔的一座猶太會堂。這座猶太會堂修建於1909年，外觀是摩爾復興式建築。會堂正面是新羅馬式風格，但亦有新拜占庭式元素。二戰期間這座建築曾被納粹破壞。2001年，建築得到翻新。